# گابریلا کلومک
گابریلا کلومکá (انگلیسی: Gabriela Chlumecká؛ زادهٔ ۲۴ آوریل ۱۹۷۵) بازیکن فوتبال اهل چکسلواکی است.
از باشگاه‌هایی که در آن بازی کرده‌است می‌توان به اشاره کرد.
وی همچنین در تیم‌های ملی فوتبال زنان چکسلواکی و زنان جمهوری چک بازی کرده‌است.